# Édouard Cleeren
Édouard Pierre Marie André Cleeren est un officier de l'armée belge, résistant et  Agent Renseignement et Action (ARA) durant la Seconde Guerre mondiale.
Il est parachuté en France, près de Lens, en compagnie de Jean Cornez. Il est arrêté en novembre 1942, condamné à mort et envoyé en camp de concentration d'où il sera libéré le 14 mai 1945.

## Biographie
Édouard Cleeren est né à Bruxelles le 31 mai 1914. Son père est Joseph Cleeren (1881-1950) caporal régiment de grenadier, et sa mère Philomène Albertine Vrebos (1889-?).
Édouard Cleeren était diplômé de l'institut d'agronomie de Gembloux (1935). Profession qu'il exerça en Afrique (ancien Congo Belge).
Édouard Cleren était marié à Marie Augustine Victorine Dehousse (née 1913, Bruxelles), un enfant (fille).

## Carrière militaire
1935-1936, service militaire à Malines.
Sous-lieutenant de réserve au 8 régiment d'artillerie, nommé le 26 mars 1939.

## Seconde Guerre mondiale
Le 10 mai 1940, la Belgique est envahie par les armées allemandes : cette "guerre éclair" dure 18 jours et prend fin avec la capitulation soudaine du roi des Belges le 28 mai 1940.
L'Armée Belge est alors démobilisée.
En mars 1941, ils sont 4 amis à vouloir quitter la Belgique pour rejoindre Londres. Édouard Cleeren, Jean Cornez, Lucien Goffaux et Paul Muhl quittent le 14 mars 1941 la Belgique occupée, pour rejoindre la lutte armée à Londres.
Paul Muhl s’arrêtera en France, tandis que les 3 autres arrivent à Argelès-sur-Mer et passent la frontière espagnole le 8-9 avril 1941 jusqu'à Figueras.
Ils sont arrêtés ensemble dans un train à destination de Gérone, le 10 avril 1941. Ils sont incarcérés à la prison Model de Barcelone jusqu'au 27 avril, puis transférés vers le camp de concentration de Miranda del Ebro, où ils sont internés le 30 avril 1941  .
Auprès des autorités du camp, ils se font passer pour citoyens canadiens, ils sont libérés le 25 août 1941 et gagnent Gibraltar. Le 2 octobre 1941, ils embarquent sur le navire S/S Leinster qui arrive à Liverpool le 12 octobre 1941.
Parvenus à Londres, Édouard Cleeren et Jean Cornez se mettent au service des Forces Belges en Angleterre. Du 1er novembre 1941 au 15 février 1942, ils suivent un entrainement intensif pour être parachutés en territoire occupé.

### La Résistance
Edouard Cleeren est parachuté en France près de Lens le 2 mars 1942. Il est réceptionné par "Sabot" le 3 au matin, avec Jean Cornez  .
Édouard Cleeren alias Bravery  doit se mettre au service du réseau "Brave". En fait, il fut le principal responsable de ce réseau, après l'arrestation, le 11 mars 1942 de Albert Stainier alias "Brave" fondateur du réseau .
Cleeren eut l'occasion de rencontrer une fois Stainier juste avant son arrestation le 11 mars 1942 à son domicile de Louvain. Stainnier sera fusillé le 2 avril 42.
Courageusement Édouard Cleeren prend la succession de Stainnier pour éviter le démantèlement du réseau. Huit jours plus tard, il rétablit le contact avec Londres. Cleeren occupe à la fois les fonctions de radio et chef de réseau.
À Bruxelles, Cleeren a besoin d'un lieu de réunion clandestin. Ce sera l'appartement d'Élise Ambach et de ses deux filles Madelon et Charlotte Ambach. Plus tard, Charlotte Ambach collaborera pour le service de Cleeren notamment en transportant des courriers.
Une note de renseignement de "Marius", 28 novembre 1942, indique "Bravery serait de son côté assez imprudent et serait souvent en compagnie de femmes".
Édouard Cleeren est arrêté le 29 novembre 1942, en compagnie de Joseph Horotte à Liège (Guillemins). Ils furent trahi par Holemans, un agent double à la solde de l'Abwehr, que Cleeren avait recruté.

#### Circonstances de l'arrestation
Édouard Cleeren a besoin de rencontrer Joseph Horotte. Il donne rendez-vous à ce dernier le 29 novembre 1942, à la gare de Guillemins, au moment de l'arrivée du train pour Bruxelles, vers 9H30. Cleeren arrive avec le train et se fait cueillir à la sortie de la gare par deux civils, plus une demi-douzaine qui l'encerclent. C'est un traquenard ! Ils ont été trahis. Horotte fut arrêté quelques minutes avant.
Cleeren est conduit à la prison Saint-Léonard de Liège. Malheureusement, Cleeren a, avec lui, une mallette contenant son poste de radio, les codes, fréquences, indicatifs et heures d'émission, et une carte d'identité au nom de Massart. La Gestapo sait qu'il est "Bravery" mais ignore sa véritable identité qu'il ne découvriront pas.
Certains historiens pensent qu'Édouard Cleeren a été "retourné" par l'Abwehr . Et selon le témoignage de Charlotte Ambach, il y eut plusieurs arrestations dans le réseau de résistants après son arrestation.
Cependant pour "sauver sa tête" Cleeren accepte de collaborer avec les Allemands. En fait, comme le montrera l’instruction judiciaire, ouverte contre lui le 28 septembre 1945, Cleeren feint de collaborer, il ne révèle que 3 des 4 secrets de codage, ce qui permet aux Alliés de reconnaitre que les émissions sont sous contraintes.

## Épilogue
Le 4 juin 1943, E Cleeren est condamné à mort, par la cour de l'Oberfeldkommandantur 589 de Liège, mais il sera finalement déporté et interné successivement dans les camps de Rheinbach, Kassel et Straubing.
Edouard Cleeren revient de la déportation vivant le 14 mai 1945.
Joseph Horotte, arrêté en même temps que Cleeren, sera exécuté en août 1943.
Lettre  adressée  à  Émilie  Horotte, le  10  juillet  1945, par Édouard  Cleeren. Il évoque les derniers jours de Joseph Horotte, époux d'Émilie.
À son retour de déportation, une instruction judiciaire pour collaboration avec l'ennemi est ouverte contre Cleeren (28/9/1945), elle conclura à l'innocence de Cleeren concernant ces accusations.
Édouard Cleeren est élevé au grade de Lieutenant ARA.
Il émigre au Canada.
"le devoir impérieux de perpétuer les noms des héros et des martyrs pour une postérité trop souvent oublieuse et ingrate".
Livre d'Or de la Résistance Belge, Bruxelles, Éditions Leclercq, 1948.